# Самые первые
«Самые первые» — советский чёрно-белый фильм-мелодрама, поставленный на Киностудии «Ленфильм» в 1961 году режиссёром Анатолием Граником.
Фильм был включен в ретроспективный показ «Космическая программа игрового, неигрового и детского кино» Чебоксарского международного кинофестиваля 2011 года, посвящённый годовщине российской космонавтики.

## Сюжет
Лётчик Сергей Сазонов (Игорь Пушкарёв) попал в группу космонавтов, и теперь у него впереди интенсивные тренировки перед полётом в космос. Из-за этого он решил прекратить свои отношения со студенткой Наташей. Однако, поговорив с ней по телефону, Сергей делает предложение…
На приёме в Кремле в честь полёта Юрия Гагарина супруги Сазоновы присутствуют вместе, и именно в этой торжественной обстановке Сергею сообщают, что начинается новая программа подготовки, цель которой — полёт на Луну.

## В ролях
- Игорь Пушкарёв — Сергей Сазонов
- Нина Дробышева — Наташа
- Павел Махотин — Александр Васильевич Калугин
- Людмила Шагалова — Вера Павловна Калугина
- Владимир Честноков — академик Андрей Николаевич Аркадьев
- Владимир Самойлов — Борис Михайлович
- Олег Жаков — Евгений Алексеевич, начальник медслужбы отряда космонавтов
- Александр Стрельников — Григорьев
- Павел Кашлаков — Воронцов
- Станислав Фесюнов — Виктор
- Виктор Терехов — Миша
- Лев Бриллиантов — Соков[3].

## В эпизодах
- Анатолий Абрамов — Иван Васильевич, комендант общежития
- Иван Дмитриев — генерал
- Лидия Колпакова — Осипенко, врач госпиталя
- Ефим Копелян — Рубен Григорьевич
- Светлана Мазовецкая — Зинаида Ивановна, лаборантка
- Вера Медведева — секретарь академика Аркадьева
- Геннадий Нилов — Николай Андреевич, врач-испытатель
- А. Павлов — Павел Петрович, член комиссии по подготовке полёта
- Роза Свердлова — санитарка госпиталя
- Александр Суснин — авиатехник, подчинённый Сазонова
- Валерий Сомов — эпизод
- Владимир Сошальский — один из приглашённых к академику Аркадьеву (в титрах не указан)

## Съёмочная группа
- Автор сценария — Александр Давыдович Тверской
- Постановка — Анатолия Граника
- Главный оператор — Музакир Шуруков
- Режиссёр — Семён Деревянский
- Главный художник — Николай Суворов
- Композитор — Исаак Шварц
- Звукооператор — Семён Шумячер
- Редактор — Светлана Пономаренко
- Оператор — Л. Александров
- Монтажёр — А. Рузанова
- Художник-декоратор — Н. Курникова
- Художник-гримёр — Николай Эленбоген
- Художник по костюмам — Лидия Шильдкнехт
- Ассистенты режиссёра — А. Дёмина, Людмила Шредерс
- Комбинированные съёмки:
Оператор — Георгий Варгин
Художник — В. Соловьёв
- Съёмки в условиях невесомости:
Операторы — Георгий Варгин, К. Филиппов
- Консультанты:
А. Касаткин, В. Денисов, В. Рассветаев, П. Ройтберг
- Симфонический оркестр Ленинградской государственной филармонии
Дирижёр — Эдуард Грикуров
- Директор картины — Николай Елисеев

## Технические данные
- Производство: киностудия «Ленфильм», 1961 год.
- Время: 95 мин.
- Изображение: чёрно-белый.
- Звук: моно.
- Киноплёнка: 35 мм.
- Дата выхода в прокат: 9 апреля 1962 г.
- Ограничений по возрасту: нет.

## Интересные факты
- Съёмки начались ещё до первого полёта человека в космос, а заканчивается картина кадрами торжественного приёма в Кремле первого космонавта Юрия Алексеевича Гагарина
- В 2011 году Игорь Пушкарёв за исполнение роли Сергея Сазонова был награждён памятной медалью ЦК КПРФ «50 лет космонавтике»[4].